# 메리 제인 켈리
마리 자넷 켈리, 공정한 엠마, 징걸(Ginger), 어두운 메리 및 검은 메리로도 알려진 메리 제인 켈리 (1863년 – 1888년 11월 9일)는 그는 1888년 8월 말부터 11월 초까지 런던의  화이트채플과 스피탈필즈 지역에서 최소 5명의 여성을 살해하고 시신을 훼손한 악명 높은 미확인 연쇄 살인범 잭 더 리퍼의 마지막 희생자이다. 켈리가 25세로 사망할 당시 그녀는 매춘부로 일했으며 상대적으로 빈곤한 생활을 하고 있었다.
다른 4명의 공식적인 리퍼 희생자들과 달리(각각 야외에서 살해되었고 신체 절단은 몇 분 안에 저질렀을 수 있음) 켈리는 임대한 가구가 적은 마일러스 코트 13번지의 1인실에서 살해되어 살인자는 많은 시간을 얻을 수 있었고 그 사이에 시체에서 내장을 적출하고 절단했다. 켈리의 시신은 공식적인 5명의 희생자 중 가장 많은 부분이 절단되었으며, 살인자가 켈리의 시체를 절단하는 데에 약 2시간이 걸리는 절단이다.

## 같이 보기
- 미해결 사건